# 6007 Billevans
6007 Billevans este un asteroid din centura principală de asteroizi.

## Descriere
6007 Billevans este un asteroid din centura principală de asteroizi. A fost descoperit pe 28 ianuarie 1990 la Kushiro de Seiji Ueda și Hiroshi Kaneda. Asteroidul prezintă o orbită caracterizată de o semiaxă mare de 2,41 ua, o excentricitate de 0,19 și o înclinație de 4,4° în raport cu ecliptica.